# Krammersmarker Umflutgraben
Der Krammersmarker Umflutgraben ist ein Bach in Schleswig-Holstein. Er verläuft in der Gemeinde Dörphof und mündet in die Schwarzbek.
Der Bach beginnt nahe der Bundesstraße 203 und unterfließt die Straßen Schuby und Schusterberg, danach mündet er in die Schwarzbek.